# Bakaiku
Bakaiku là một đô thị trong tỉnh và cộng đồng tự trị Navarre, Tây Ban Nha. Đô thị này có diện tích là 11,7 ki-lô-mét vuông, dân số năm 2007 là 338 người.
Đô thị Bakaiku nằm ở độ cao 519 m trên mực nước biển, cách tỉnh lỵ 43 km.

## Hành chính
| Lập pháp | Thị trưởng                         | Chính đảng           |
| 1979     | José Miguel Ondarra                | AGRUP. IND. BACAICOA |
| 1983     | José Manuel Etxeberría Solís       | BAKAIKUKO HERRIA     |
| 1987     | José Manuel Etxeberría Solís       | HB                   |
| 1991     | Francisco Javier Ayestarán Erdocia | HB                   |
| 1995     | Nicanor Ansó                       | EA                   |
| 1999     | José Manuel Etxeberría Solís       | EH                   |
| 2003     | Javier Angel Anda Landa            | TXUNKAI              |
| 2007     | Eduardo Urrestarazu                | Na-Bai               |

## Biến động dân số
| Biến động dân số                                      | Biến động dân số | Biến động dân số | Biến động dân số | Biến động dân số | Biến động dân số | Biến động dân số | Biến động dân số | Biến động dân số | Biến động dân số | Biến động dân số |
| 1996                                                  | 1998             | 1999             | 2000             | 2001             | 2002             | 2003             | 2004             | 2005             | 2006             | 2007             |
| ----------------------------------------------------- | ---------------- | ---------------- | ---------------- | ---------------- | ---------------- | ---------------- | ---------------- | ---------------- | ---------------- | ---------------- |
| 359                                                   | 365              | 363              | 360              | 362              | 349              | 345              | 333              | 338              | 337              | 338              |
| Nguồn: Bakaiku et instituto de estadística de navarra |                  |                  |                  |                  |                  |                  |                  |                  |                  |                  |